# Afera Mayerling
Afera Mayerling je događaj koji se odigrao 30. siječnja 1889., kada su Rudolf od Austrije i njegova sedamnaestogodišnja ljubavnica Marija Vetsera preminuli neprirodnom smrću u lovačkom dvorcu Mayerlingu, nedaleko Beča. Okolnosti pod kojima je ovaj par preminuo su još i danas nejasne jer je bečki dvor uništio ključne dokaze, a svi svjedoci su se obvezali na doživotnu šutnju. 
Prema službenom izvješću par je zajedno počinio samoubojstvo: carević Rudolf je prvo ubio svoju ljubavnicu, a zatim sebe. Ipak postojale su sumnje da ovo nije pravi slijed događaja i da je mladi par ubijen. 
Rudolf od Austrije je bio sin Franje Josipa i Elizabete Austrijske i trebao je naslijediti tron. Prijestolonasljednikom postaje najstariji živući carev brat, nadvojvoda Karlo Ludvig, kojeg će po smrti naslijediti sin Franz Ferdinand. Njegova pogibelj u atentatu u Sarajevu 1914. godine dovest će i do Prvog svjetskog rata.
Ovaj događaj prikazan je na filmskom platnu 1936. i 1968. godine, ali i kasnije u filmu Iluzionist 2006., u kojem se carević Rudolf zove Leopold. Postoji i balet na ovu temu.